# Civitella del Tronto
Citivella del Tronto és una municipi de 5.395 habitants de la província de Teramo, Itàlia situat a 589 metres per damunt la mar. Forma part de la comunitat de Montana del Laga.